# 工业控制技术国家重点实验室
工业控制技术国家重点实验室是位于中国浙江省杭州市的一个国家重点实验室，隶属于浙江大学。1995年通过国家验收并正式开放。

## 研究方向
- 控制理论
- 自动化仪表及系统
- 系统工程与优化
- 机器人技术